# Bresslauilla relicta
Bresslauilla relicta är en plattmaskart. Bresslauilla relicta ingår i släktet Bresslauilla och familjen Graffillidae. Inga underarter finns listade i Catalogue of Life.